# José Martret
José Martret Homar (Palma de Mallorca, 12 de noviembre de 1971) es un actor y director de teatro de España. Creador junto a Alberto Puraenvidia del espacio teatral La Casa de la Portera.

## Trayectoria
Se formó como intérprete con la estadounidense Leona di Marco y con la argentina Cristina Rota. Participó en diversos montajes teatrales como Lorca, homenaje al autor en su centenario, dirigido por Cristina Rota, Esta noche viene Pedro, homenaje a Pedro Almodóvar, estrenada en el Teatro Calderón de Madrid con apoyo del cineasta.
Actualmente trabaja en la serie de humor Maitena: Estados alterados basada en las tiras cómicas de Maitena Burundarena: Mujeres Alteradas. La serie está protagonizada por María Adánez. José Martret da vida a Ariel, el encargado del Bar Perdita, donde se dan cita los protagonistas de la serie. Actualmente se han grabado 3 temporadas de esta serie; 2 de ellas ya se han emitido en La Sexta.
También colaboró en el programa satírico de RNE: La Transversal, dirigido por Paco Tomás. Programa que se emitía los domingos a partir de las 00.15 de la madrugada durante tres temporadas, finalizando el 30 de agosto de 2010. Después ha seguido su andadura profesional junto a Paco Tomás reinventando su histriónica colaboración en Wisteria Lane, programa que abarca temas dirigidos predominantemente al colectivo LGTBI.
En 2007 dirige el cortometraje ¡¡¡Todas!!! que se exhibió en el Festival Internacional de Cannes de 2008 dentro de la sección The Short Film Corner. Por él ha recibido 14 premios, entre los que destacan los premios del jurado y del público al mejor cortometraje, el premio a la mejor actriz protagonista para Maribel Luis, y menciones especiales de distintos jurados.
En 2011 protagoniza junto a Jorge Calvo el cortometraje Taboulé de Richard García que gana el III Concurso de Cortos de RNE y por el cual los dos actores comparten varios premios a Mejor Actor.
El 8 de marzo de 2012 inaugura La Casa de la Portera, espacio dedicado al teatro que dirige y programa junto a Alberto Puraenvidia. Una sala muy peculiar compuesta de dos salas de 20 metros cuadrados que realmente fue la casa donde vivió la portera del edificio en el que se encuentra situada y en la que solo caben 25 espectadores por función. La Casa se inauguró con una obra dirigida y adaptada por Martret, Iván-Off, la primera obra en cuatro actos que escribió Antón Chéjov. Desde su apertura, La Casa de la Portera ha despertado el interés del público y de la crítica y al año siguiente ya se había convertido en uno de los espacios de referencia de la joven escena madrileña. Tras 3 años y casi 4 meses de andadura, la Casa de la Portera cerró en 2015.
Siguiendo la tendencia iniciada en Buenos Aires por el argentino Claudio Tolcachir, que convirtió su piso en sala teatral y escuela en 2005, Martret y Puraenvidia inauguraron una nueva sala en noviembre de 2013, La Pensión de las Pulgas, en un piso del madrileño barrio de las Letras. La Pensión cerró en julio de 2016.